# Delphinium nuttallii
Delphinium nuttallii är en ranunkelväxtart. Delphinium nuttallii ingår i släktet storriddarsporrar, och familjen ranunkelväxter.

## Underarter
Arten delas in i följande underarter:
- D. n. nuttallii
- D. n. ochroleucum